# 邁克羅 (北卡羅萊納州)
邁克羅（英語：Micro）是一個位於美國北卡羅萊納州約翰斯頓縣的城鎮。

## 人口
根據2020年美國人口普查的數據，邁克羅的面積為1.09平方千米，皆為陸地。當地共有人口458人，而人口密度為每平方千米420人。